# Harti Weirather
Hartmann Weirather detto Harti (Reutte, 25 gennaio 1958) è un ex sciatore alpino austriaco specialista della discesa libera, campione del mondo a Schladming 1982 e vincitore di una Coppa del Mondo di specialità.

## Biografia
Weirather in Coppa Europa conquistò l'unica vittoria nella stagione 1976-1977 a Morzine in discesa libera, mentre in Coppa del Mondo ottenne nella medesima specialità il primo risultato di rilievo, il 1º febbraio 1979 a Villars-sur-Ollon (20º), e il primo podio, piazzandosi 2º il 12 gennaio 1980 sulla Streif di Kitzbühel dietro al canadese Ken Read; nello stesso anno partecipò ai XIII Giochi olimpici invernali di Lake Placid 1980, sua unica presenza olimpica, concludendo 9º nella gara di discesa libera vinta dal connazionale Leonhard Stock. Il 15 dicembre 1980 sulla Saslong della Val Gardena conquistò il primo successo in Coppa del Mondo, sempre in discesa libera, precedendo il compagno di squadra Uli Spieß e lo svizzero Peter Müller; nel corso di quella stagione 1980-1981 ottenne altre due vittorie che, assieme ad altri piazzamenti di rilievo, gli consentirono di aggiudicarsi la Coppa del Mondo di discesa libera con 5 punti di vantaggio sul canadese Steve Podborski.
Nella stagione 1981-1982 ottenne due vittorie in discesa libera sulle piste più prestigiose del Circo bianco, la Streif di Kitzbühel e la Lauberhorn di Wengen; nello stesso anno ai Mondiali di Schladming 1982 Weirather vinse la medaglia d'oro nella medesima specialità e fu 3º nella classifica della Coppa del Mondo di discesa libera, piazzamento replicato nella successiva stagione 1982-1983. Ottenne l'ultima vittoria in Coppa del Mondo il 5 dicembre 1982 a Pontresina, mentre un anno dopo a Val-d'Isère salì per l'ultima volta sul podio classificandosi 3º, dietro allo svizzero Franz Heinzer e al canadese Todd Brooker. L'ultimo piazzamento della sua attività agonistica fu il 13º posto ottenuto nella discesa libera di Coppa del Mondo disputata il 22 febbraio 1986 a Åre.
È marito di Hanni Wenzel e padre di Tina, a loro volta sciatrici alpine.

## Palmarès

### Mondiali
- 1 medaglia:
  - 1 oro (discesa libera a Schladming 1982)

### Coppa del Mondo
- Miglior piazzamento in classifica generale: 8º nel 1981
- Vincitore della Coppa del Mondo di discesa libera nel 1981
- 17 podi (tutti in discesa libera):
  - 6 vittorie
  - 7 secondi posti
  - 4 terzi posti

#### Coppa del Mondo - vittorie
| Data             | Località               | Paese       | Specialità |
| ---------------- | ---------------------- | ----------- | ---------- |
| 15 dicembre 1980 | Val Gardena            | Italia      | DH         |
| 31 gennaio 1981  | Sankt Anton am Arlberg | Austria     | DH         |
| 6 marzo 1981     | Aspen                  | Stati Uniti | DH         |
| 15 gennaio 1982  | Kitzbühel              | Austria     | DH         |
| 23 gennaio 1982  | Wengen                 | Svizzera    | DH         |
| 5 dicembre 1982  | Pontresina             | Svizzera    | DH         |

Legenda:

DH = discesa libera

### Coppa Europa
- 2 podi:
  -  1 vittoria
  -  1 terzo posto[senza fonte]

#### Coppa Europa - vittorie
| Stagione | Località | Paese   | Specialità |
| -------- | -------- | ------- | ---------- |
| 1977     | Morzine  | Francia | DH         |

Legenda:

DH = discesa libera

### Campionati austriaci
- 5 medaglie[2]:
  - 3 ori (discesa libera nel 1979; discesa libera nel 1982; discesa libera nel 1983)
  - 1 argento (combinata nel 1977)
  - 1 bronzo (discesa libera nel 1984)